# Leave the Door Open
" Leave the Door Open " is de debuutsingle van het Amerikaanse superduo Silk Sonic, bestaande uit Bruno Mars en Anderson. Paak dat deel uitmaakt van hun aankomende debuutstudioalbum, An Evening with Silk Sonic. De single werd uitgebracht op 5 maart 2021 door Aftermath Entertainment en Atlantic Records. Leave the Door Open is geschreven door Mars, Brandon Anderson, Dernst Emile II en Christopher Brody Brown. De productie werd eveneens verzorgd door Mars in samenwerking met D'Mile. Leave the Door Open is een R&B en soulnummer, beïnvloed door een rustige storm en geïnspireerd door de "1970s Philadelphia soul" -groepen. De teksten worden beschreven als een "gedetailleerde erotische uitnodiging" en tegelijkertijd een liefdeslied.
Muziekcritici gaven "Leave the Door Open" positieve recensies, waarbij sommigen zowel de zang van de zanger als de compositie van het nummer prezen. Het nummer was een commercieel succes en piekte op nummer één in de Amerikaanse Billboard Hot 100. Het nummer stond ook in de top tien van Australië, België (Vlaanderen), Canada en Portugal.
De begeleidende videoclip, die werd geregisseerd door Florent Dechard en Mars, werd uitgebracht op dezelfde datum als het nummer. Ter promotie van "Leave the Door Open" traden Mars en Paak op tijdens de 63e Grammy Awards.

## Videoclip
De videoclip voor "Leave the Door Open" ging in première naast de release van het nummer op 5 maart 2021 en werd geregisseerd door Mars en Florent Dechard. De muziekvideo speelt zich af in een Motown-tapijtstudio "badend in warm licht" en amberkleurige tinten. Silk Sonic en de band dragen "zonnebrillen en vintage bedrukte shirts" terwijl ze het nummer uitvoeren. 

## Awards en nominaties
| Award                   | Jaar | Categorie                                | Resultaat   |
| ----------------------- | ---- | ---------------------------------------- | ----------- |
| MTV Europe Music Awards | 2021 | Best Collaboration                       | Genomineerd |
| MTV Millennial Awards   | 2021 | Global Hit of the Year                   | Genomineerd |
| MTV Video Music Awards  | 2021 | Song of the Year                         | Genomineerd |
| People's Choice Awards  | 2021 | The Collaboration Song of 2021           | Genomineerd |
| Soul Train Music Awards | 2021 | Song of the Year                         | Gewonnen    |
| Soul Train Music Awards | 2021 | The Ashford & Simpson Songwriter's Award | Gewonnen    |
| American Music Awards   | 2021 | Favorite Soul/R&B Song                   | Gewonnen    |
| Grammy Awards           | 2022 | Record of the Year                       | Gewonnen    |
| Grammy Awards           | 2022 | Song of the Year                         | Gewonnen    |
| Grammy Awards           | 2022 | Best R&B Performance                     | Gewonnen    |
| Grammy Awards           | 2022 | Best R&B Song                            | Gewonnen    |

## NPO Radio 2 Top 2000
| Nummer met noteringen in de NPO Radio 2 Top 2000 | '21  | '22 | '23 | '24 |
| ------------------------------------------------ | ---- | --- | --- | --- |
| Leave the Door Open                              | 1854 | 411 | 701 | 726 |

1. ↑  Een vetgedrukt getal geeft de hoogste notering aan.
2. ↑  2021 was het eerste jaar met een notering voor dit nummer.